# Kabeljauwachtige beenvissen
Kabeljauwachtige beenvissen (Paracanthopterygii) vormen een superorde van straalvinnige vissen.

## Taxonomie
De superorde wordt verder onderverdeeld in de volgende ordes:

- Batrachoidiformes
- Gadiformes
- Lophiiformes
- Ophidiiformes
- Percopsiformes
- Sphenocephaliformes  †[2]